# Syntrechalea
Syntrechalea is een geslacht van spinnen uit de  familie van de Trechaleidae.

## Soorten
- Syntrechalea adis Carico, 2008
- Syntrechalea brasilia Carico, 2008
- Syntrechalea caballero Carico, 2008
- Syntrechalea caporiacco Carico, 2008
- Syntrechalea colombiana Silva & Lise, 2008
- Syntrechalea napoensis Carico, 2008
- Syntrechalea reimoseri (Caporiacco, 1947)
- Syntrechalea syntrechaloides (Mello-Leitão, 1941)
- Syntrechalea tenuis F. O. P.-Cambridge, 1902